# 中尾荘兵衛
中尾 荘兵衛（なかお そうべえ、1902年（明治35年）12月7日 - 没年不明）は、昭和時代前期の台湾総督府官僚。

## 経歴
福岡県糟屋郡に生まれる。1921年福岡県立中学修猷館、1925年旧制福岡高等学校文科丙類を経て、1927年（昭和2年）12月、高等試験行政科に合格し、1928年（昭和3年）3月、東京帝国大学法学部法律学科（仏法）を卒業する。陸軍に入り陸軍工兵少尉に進む。同年7月、台湾総督府専売局書記を拝命し、1932年（昭和7年）3月、新竹州中壢郡守に就任した。1933年（昭和8年）10月、台中州内務部教育課長に転じ、内務部地方課長兼水利課長、交通局副参事兼府事務官道路港湾課兼財務局主計課勤務を歴任した。
その後、拓務省商工・総務・財務課長、内務省に移って理財課長などを歴任し、戦時中に九州地方総監府ができるとその副参事官、鹿児島県内政部長を経て、戦後に福岡県教育部長に転じ、1948年、福岡県教育長となる。